# Binge
Binge è il secondo EP del rapper statunitense Machine Gun Kelly, pubblicato nel 2018.

## Tracce
1. Long Time Coming – 1:02
2. Loco – 2:37
3. GTS – 2:22
4. Rap Devil – 4:41
5. Nylon – 1:48
6. Lately – 3:15
7. Signs (feat. 24hrs) – 2:46
8. Get the Broom – 2:32
9. Live Fast Die Young – 3:14